# Aerenicopsis rufoantennata
Aerenicopsis rufoantennata là một loài bọ cánh cứng trong họ Cerambycidae.